# てっぺん (来賀友志・嶺岸信明の漫画)
『てっぺん』とは、嶺岸信明作画、来賀友志原作による日本の麻雀漫画である。単行本は全5巻。全42話。話数は「章」で表されるが、章ごとの表題は無い。別冊近代麻雀（竹書房）平成4年12月号から平成8年5月号において連載された。

## あらすじ
国会議員の息子として何一つ不自由の無い環境に生まれた佐山誠と、その友人でライバルでもあり、誰にも頼ることなく自由にアウトローを生きる田岡慎。2人は麻雀で日本一になる事を誓い合い、高校を退学して家を出て、それぞれのてっぺんを目指した。しかし厳しい勝負の世界で田岡は右腕を失う。田岡はこれを機に過酷な旅打ちを開始し、誠は師匠の幻影の下で修業を積む。だが道半ばで誠は師匠を失い、田岡は旅打ちを終える。

## 主な登場人物
佐山 誠（さやま まこと）
本作の主人公。代々日本の政治の中心を走る名門佐山家の二男。麻雀に魅せられてその頂点を極めるため家族と訣別する。師匠・幻影の下で修業を積み、数々の大会を勝ち抜く。
田岡 慎（たおか しん）
誠の友人でライバル。天性のギャンブラーで、麻雀に惹かれて竜崎を師匠と仰いで全てを捨てて日本一を目指す。東大に合格するほどの天才である。竜崎を付け狙う3人の雀ゴロを潰すと誓うが、最後の1人である新村に敗れて右腕を失うが、なおも過酷な旅打ちに出る。
竜崎（りゅうざき）
田岡の才能を買っている。幻影が引退したため、最強と言われている打ち手である。
幻影（げんえい）
一線を退いて引退の身であるが、竜崎が憧れるほどの雀士。誠の師匠で共に暮らしている。誠と鳳翔戦に参加するが、途中で交通事故にあい死亡した。
佐山 十三（さやま じゅうぞう）
一輝と誠の父親。現在は外務大臣で次期総裁候補も噂される大物政治家。
佐山 一輝（さやま いっき）
誠の兄。東大卒業後、政治家を目指して代議士秘書として経験を積んでいる。類稀な強運を持つが麻雀で誠に敗れる。
片平（かたひら）
河本代議士の第1秘書。一輝の直属の上司でよきパートナー。幻影の娘。
国（くに）
幻影と組んだ事もある裏の雀士。誠の噂を聞いて大会に出場する。
新村・武藤・七田（にいむら・むとう・しちた）
竜崎を狙う3人組の雀ゴロ。武藤と七田は田岡に潰されたが、新村は逆に田岡を破り右腕を奪った。
浜田（はまだ）
誠のおじ。経団連の会長で、誠を養子に欲しがっている。
工藤 徹生（くどう てつお）
ヴァーリ・トゥード打法の使い手。勝つためには手段を選ばない。

## 書誌情報
- 来賀友志（原作）・嶺岸信明（作画） 『てっぺん』 竹書房〈近代麻雀コミックス〉、全5巻
  1. 1994年12月17日第1刷発行、ISBN
  2. 1995年9月17日第1刷発行、ISBN
  3. 1995年12月17日第1刷発行、ISBN
  4. 1996年3月17日第1刷発行、ISBN
  5. 1996年6月17日第1刷発行、ISBN